# Бейтс (округ, Міссурі)
Шаблон:StateAbbr_ 38°16′ пн. ш. 94°20′ зх. д. / 38.26° пн. ш. 94.34° зх. д.
Округ  Бейтс (англ. Bates County) — округ (графство) у штаті Міссурі, США. Ідентифікатор округу 29013.

## Історія
Округ утворений 1841 року.

## Демографія
За даними перепису 
2000 року 
загальне населення округу становило 16653 осіб, зокрема міського населення було 3803, а сільського — 12850.
Серед мешканців округу чоловіків було 8121, а жінок — 8532. В окрузі було 6511 домогосподарств, 4556 родин, які мешкали в 7247 будинках.
Середній розмір родини становив 3,02.
Віковий розподіл населення поданий у таблиці:
| Стать    | До 15 років | 15-21 | 22-29 | 30-39 | 40-49 | 50-65 | 65-85 | Понад 85 |
| -------- | ----------- | ----- | ----- | ----- | ----- | ----- | ----- | -------- |
| Чоловіки | 1830        | 826   | 678   | 1080  | 1215  | 1283  | 1075  | 134      |
| Жінки    | 1728        | 808   | 667   | 1155  | 1166  | 1318  | 1399  | 291      |

## Суміжні округи
- Кесс — північ
- Генрі — північний схід
- Сент-Клер — південний схід
- Вернон — південь
- Лінн, Канзас — захід
- Маямі, Канзас — північний захід

## Виноски
1. ↑  U.S. Decennial Census. United States Census Bureau. Архів оригіналу за 26 квітня 2015. Процитовано 13 листопада 2014.
2. ↑  Historical Census Browser. University of Virginia Library. Архів оригіналу за 11 серпня 2012. Процитовано 13 листопада 2014.
3. ↑  Population of Counties by Decennial Census: 1900 to 1990. United States Census Bureau. Архів оригіналу за 3 грудня 2014. Процитовано 13 листопада 2014.
4. ↑  Census 2000 PHC-T-4. Ranking Tables for Counties: 1990 and 2000 (PDF). United States Census Bureau. Архів оригіналу (PDF) за 18 грудня 2014. Процитовано 13 листопада 2014.
5. ↑  State & County QuickFacts. United States Census Bureau. Архів оригіналу за 6 липня 2011. Процитовано 7 вересня 2013. [Архівовано 2011-06-07 у Wayback Machine.](англ.) Наведено за англійською вікіпедією.
6. ↑  American FactFinder. Бюро перепису населення США. Архів оригіналу за 26 лютого 2012. Процитовано 31 січня 2008. [Архівовано 2008-05-21 у Wayback Machine.]

| США | Це незавершена стаття з географії США. Ви можете допомогти проєкту, виправивши або дописавши її. |